# تپه سیدآباد ۱
تپه سیدآباد ۱ مربوط به سده‌های میانی دوران‌های تاریخی پس از اسلام است و در شهرستان اسفراین، بخش بام وصفی آباد، دهستان صفی آباد، ۱۰ کیلومتری غرب روستای منگلی پایین واقع شده و این اثر در تاریخ ۲۶ دی ۱۳۸۶ با شمارهٔ ثبت ۲۰۶۰۱ به‌عنوان یکی از آثار ملی ایران به ثبت رسیده است.